# Albert Zimmermann (konstnär)

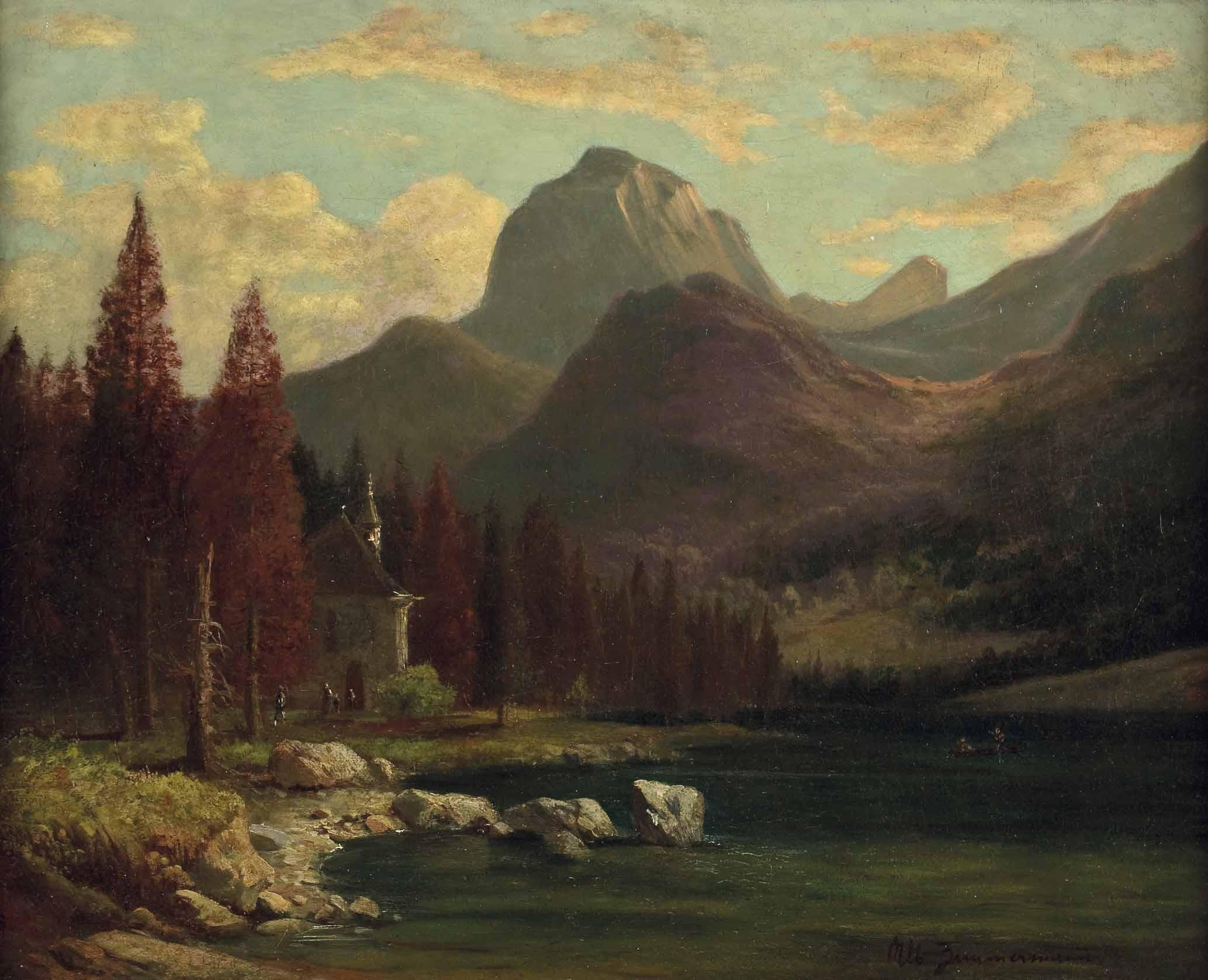
Kapelle am Hintersee bei Berchtesgaden av Zimmermann.

August Albert Zimmermann, född den 20 september 1808 i Zittau, död den 18 oktober 1888, var en tysk målare.
Zimmermann studerade i Dresden och i München, blev professor vid akademien i Milano och flyttade 1860 till Wiens akademi. Hans tavlor prisas för sin storartade heroiska uppfattning, särskilt av berglandsnatur, samt för mäktig ljusverkan. Ofta är de försedda med staffage av mytologiska figurer, utförda av Bonaventura Genelli. Som exempel kan anföras bland annat ett stort Berglandskap och ett Klipplandskap, med strid mellan centaurer och leoparder (bägge i Münchens nya pinakotek), Comosjön och Golgata (i Schackgalleriet i München). Han bosatte sig till sist i Salzburg. Ur hans skola utgick många duktiga landskapsmålare, bland vilka särskilt kan nämnas hans tre bröder, August Max(imilian) (1811–1878), August Robert (1818–1864) och Richard August Zimmermann (1820–1875).